# Герб Тондели
Ге́рб Тонде́ли — офіційний символ міста Тондела, Португалія. Використовується як територіальний герб. У срібному щиті помаранчеве дерево натурального кольору із золотими плодами, чорним стовбуром і кореневищем. Обабіч нього, під кроною, два червоні самостріли. Щит увінчує срібна мурована міська корона з п'ятьма вежами.  Під щитом біла стрічка, на якій великими літерами напис португальською: «cidade de Tondela» (місто Тондела).  Офіційно затверджений 1986 року. Створений на основі попереднього містечкового герба, ухваленого 23 серпня 1933 року. 

## Галерея

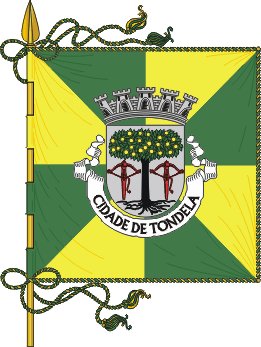
Прапор